# Кузнецова, Галина Кузьминична
Галина Кузьминична Кузнецова (1912—2005) — советская и российская актриса театра, педагог.

## Биография
Родилась 20 июня 1912 года в Санкт-Петербурге.
В 1931 году Кузнецова окончила Ленинградское хореографическое училище (ныне Академия балета имени А. Я. Вагановой), училась у Агриппины Яковлевны Вагановой.
В 1931—1940 годах работала в Ленинградском академическом театра оперы и балета имени С. М. Кирова (ныне Мариинский театр), в 1940—1959 годах — в Государственном академическом Большом театре СССР.
Затем работала балетмейстером-репетитором в Новосибирском театре оперы и балета, Варшавском театре оперы и балета в Польше; преподавала в Школе-студии МХАТ имени Вл. И. Немировича-Данченко (1960—1962), во Всероссийском гастрольно-концертном бюро (1962—1965), Московском театре оперетты (1967—1968), Москонцерте (1971), Каирской опере в Египте (1972—1973), Варшавском театре оперы и балета (1973—1974), в берлинской Штаатс-опере в Германии (1974—1978).
Умерла 4 января 2005 года в Москве. Похоронена на Новодевичьем кладбище (участок 10, ряд 8).
О Галине Кузнецовой написал актёр и режиссёр Павел Тихомиров в своей книге «Дом актёра. Последние аплодисменты» в главе «И жизнь, и слёзы, и любовь…», Москва : Алгоритм, 2012.

### Семья
- Брат — артист Ленинградского театра драмы имени А. С. Пушкина Георгий Кузьмич Кузнецов (1908—1947).
- Трижды была замужем:
  - первый муж — танцовщик и балетмейстер, народный артист СССР, Герой Социалистического Труда Вахтанг Михайлович Чабукиани (27.02.1910—06.04.1992);
  - второй муж — артист цирка Владимир Капитонович Макеев (1910—1941?), пропал без вести во время Великой Отечественной войны[1];
  - третий муж — оперный певец и режиссёр, народный артист СССР Владимир Аркадьевич Канделаки (29.03.1908—11.03.1994).
- Дочь — артистка Большого театра Натэлла Владимировна Канделаки (16.02.1945).

## Награды
- Была награждена орденом «Знак Почёта» (27.05.1951)[2], медалями «За доблестный труд в Великой Отечественной войне», «Ветеран труда», «100 лет со дня рождения В. И. Ленина».